# Pelones
Los Pelones fueron un pueblo indígena precolombino asentado en las zonas limítrofes de la que ahora es llamada la Sierra Madre Oriental con la meseta del centro y norte del actual estado mexicano de Tamaulipas. Eran de filiación probablemente coahuilteca y estaban conformados por diversas tribus de las cuales los pelones eran los principales.
Los diversos grupos clasificados como pelones eran los Aguanos, Cacalotes, Carrizos, Lomisaaguas, Guijolotes, Arjeamarquerques, Meriquiyopesuas, Nazaspejum, Paisanos, Pajaritos, Piquanes Yopimanes, Quiguaguanes y Tortugas.
Los pelones principales (De los que tomaron nombre los demás) eran un pueblo nómada que habitaba en una zona serrana al norte de la actual ciudad de Tampico llamada Paso del Metate, incluso durante un tiempo estuvieron atacando dicha población tal como es relatado por Maede, un cacique pelón había robado mujeres españolas y fray Andrés de Olmos tuvo que luchar contra ellos; al derrotarlos les perdonó la vida pero con la condición de que no volvieran a cruzar el río y que adoptaran la religión católica. Fueron evangelizados en la Misión de San Juan Capistrano a partir de 1752.
Se tiene documentación de que el nombre "Pelones" deviene de la costumbre que tenía este pueblo de raparse totalmente el cabello.